# جان اوتاکا
جان اوتاکا (انگلیسی: John Utaka؛ زادهٔ ۸ ژانویهٔ ۱۹۸۲) یک بازیکن فوتبال اهل نیجریه است.
وی همچنین در تیم‌های ملی فوتبال نیجریه نیجر بازی کرده‌است.